# المسعدين
المسعدين هي مدينة صغيرة بالساحل التونسي تتبع إداريا ولاية سوسة. وتبعد عن مركز الولاية 7كم. يبلغ تعداد سكانها حوالي 15 ألف نسمة وتتميز هذه المدينة بسرعة نموها سواء من حيث عدد السكان أو من حيث البنية التحتية نظرًا لأهميتها الاقتصادية؛ وذلك بما تحتويه من المصانع التي تستقبل يوميًا الآلاف من العاملين من سكان جهة الساحل، وكذلك غابات الزيتون واللوز.